# Seward Highway

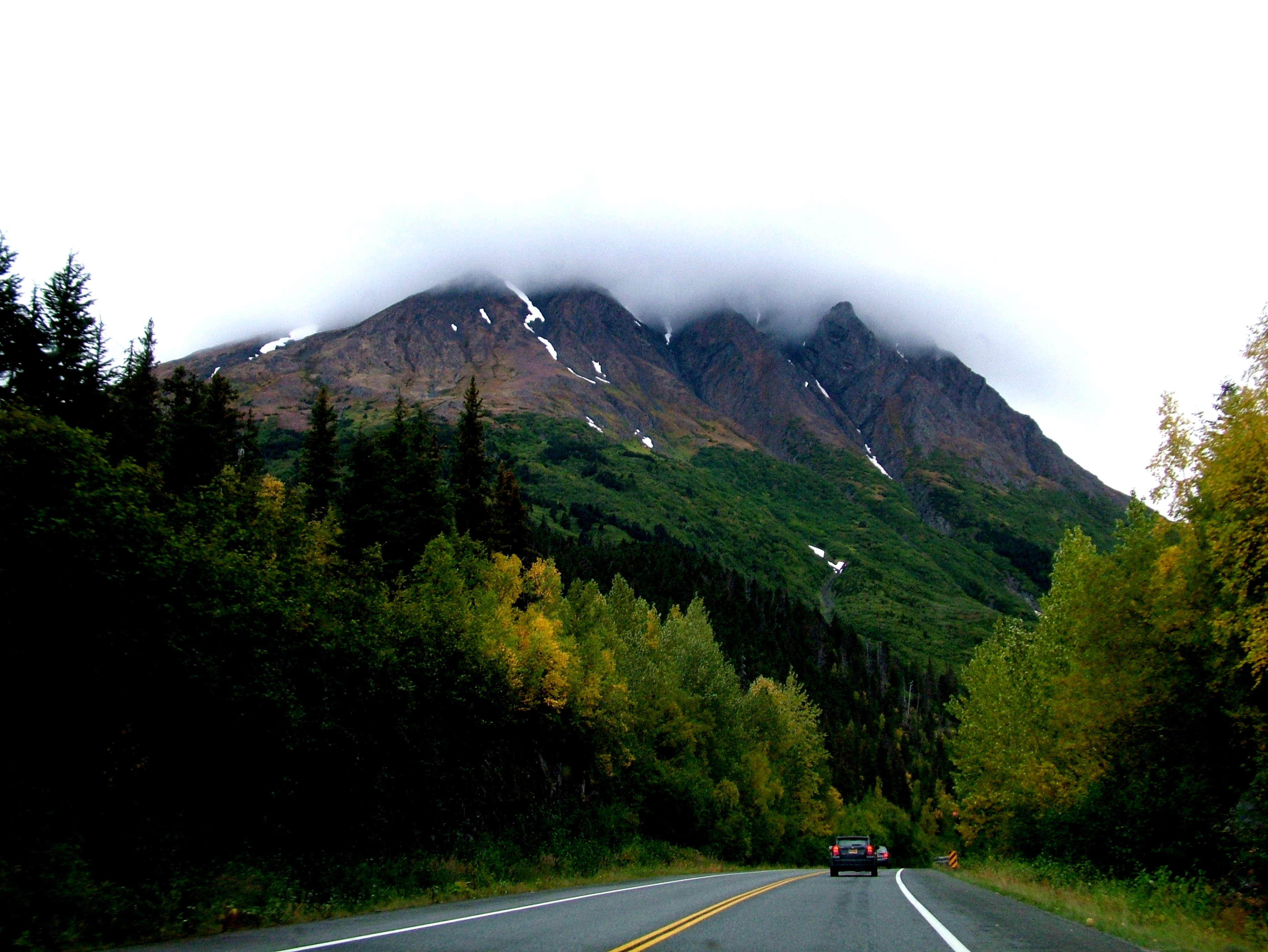
Seward Highway

Seward Highway är en landsväg i den amerikanska delstaten Alaska som sträcker sig ca 202 kilometer från Seward till Anchorage. Den stod färdig 1951 och löper genom natursköna Kenai Peninsula och Turnagain Arm, där den utsågs till National Scenic Byway av US Department of Transportation.
Seward Highway är numrerad Alaska Route 9 (AK-9) för de första 60 kilometerna från Seward till Sterling Highway, och Alaska Route 1 (AK-1) för den resterande sträckan till Anchorage. Vid korsningen med Sterling Highway svänger AK-1 västerut mot Sterling och Homer.
Cirka 13 km av Seward Highway, längs infarten till Anchorage, är byggd till motorvägsstandard. I Anchorage slutar Seward Highway vid 5th Avenue, där AK-1 fortsätter och sedan övergår i Glenn Highway.
En del av Seward Highway var färdig 1923 och vägen var klar i sin helhet den 9 oktober 1951. År 1989 utsågs vägen till en National Scenic Byway och år 2000 till en All-American Road.

## Städer och platser längs med Seward Highway
- Seward, mile 0 (km 0)
- Bear Creek, mile 6
- Moose Pass, mile 29 (km 47)
- Tern Lake Junction (Sterling Highway), mile 37 (km 60)
- Hope, via Hope Highway, mile 57 (km 91)
- Portage Glacier och Whittier, via Portage Glacier Road, mile 79 (km 127)
- Girdwood och Alyeska Resort, via Alyeska Highway, mile 90 (km 145)
- Anchorage, mile 127 (km 204)